# مايرون أتكينسون
مايرون أتكينسون (بالإنجليزية: Myron Atkinson)‏ هو سياسي أمريكي، ولد في 22 سبتمبر 1927 في بيسمارك في الولايات المتحدة، وتوفي بنفس المكان في 12 يونيو 2017. حزبياً، نشط في الحزب الجمهوري. وقد انتخب عضو مجلس نواب داكوتا الشمالية (1968 – 1976).